# Taurignan-Vieux
Taurignan-Vieux es una comuna francesa situada en el departamento de Ariège, en la región de Occitania.

## Demografía
| 227 | 202 | 183 | 185 | 190 | 209 | 207 |
| Para los censos de 1962 a 1999 la población legal corresponde a la población sin duplicidades (Fuente: INSEE [Consultar]) |     |     |     |     |     |     |